# 7.º governo da Monarquia Constitucional
O 7.º governo da Monarquia Constitucional, ou 2.º governo do Setembrismo, nomeado a 5 de novembro de 1836 (se bem que alguns ministros só seriam nomeados a 6 de novembro) e exonerado a 1 de junho de 1837, foi presidido pelo visconde de Sá da Bandeira, se bem que o cargo de presidente do Conselho de Ministros ainda não estava juridicamente definido.
A sua constituição era a seguinte:
| Cargo                                                                   | Detentor | Detentor                                          | Período                                     |
| ----------------------------------------------------------------------- | -------- | ------------------------------------------------- | ------------------------------------------- |
| Presidente do Conselho de Ministros                                     |          | Visconde de Sá da Bandeira (1795–1876)            | 5 de novembro de 1836 a 1 de junho de 1837  |
| Ministro e Secretário de Estado dos Negócios do Reino                   |          | Passos Manuel (1801–1862)                         | 5 de novembro de 1836 a 1 de junho de 1837  |
| Ministro e Secretário de Estado dos Negócios Eclesiásticos e de Justiça |          | António Vieira de Castro (1766–1842)              | 5 de novembro de 1836 a 27 de maio de 1837  |
| Ministro e Secretário de Estado dos Negócios Eclesiásticos e de Justiça |          | Passos Manuel (interino) (1801–1862)              | 27 de maio de 1837 a 1 de junho de 1837     |
| Ministro e Secretário de Estado dos Negócios da Fazenda                 |          | Passos Manuel (interino) (1801–1862)              | 6 de novembro de 1836 a 1 de junho de 1837  |
| Ministro e Secretário de Estado dos Negócios da Guerra                  |          | Visconde de Sá da Bandeira (interino) (1795–1876) | 6 de novembro de 1836 a 1 de junho de 1837  |
| Ministro e Secretário de Estado dos Negócios da Marinha e Ultramar      |          | António Vieira de Castro (interino) (1766–1842)   | 6 de novembro de 1836 a 27 de maio de 1837  |
| Ministro e Secretário de Estado dos Negócios da Marinha e Ultramar      |          | Visconde de Sá da Bandeira (interino) (1795–1876) | 27 de maio de 1837 a 1 de junho de 1837     |
| Ministro e Secretário de Estado dos Negócios Estrangeiros               |          | Visconde de Sá da Bandeira (1795–1876)            | 5 de novembro de 1836 a 1 de junho de 1837  |
|                                                                         |          |                                                   |                                             |
| Subsecretário de Estado dos Negócios Eclesiásticos e de Justiça         |          | António Fernandes Coelho (1807–1886)              | 10 de dezembro de 1836 a 1 de junho de 1837 |
| Subsecretário de Estado dos Negócios da Fazenda                         |          | Passos José (1802–1863)                           | 7 de novembro de 1836 a 1 de junho de 1837  |